# Keltiska folk på Brittiska öarna
Keltiska folk på Brittiska öarna

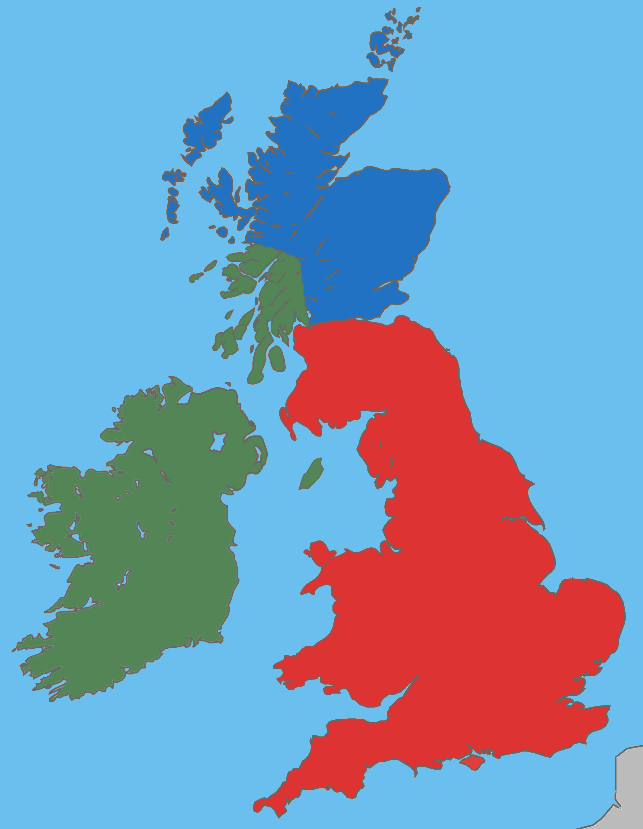
Folk på Brittiska öarna vid slutet av den romerska perioden (kring 400 e.Kr.).
Gaeler
Pikter
Britanner

Se även lista över keltiska stammar samt Irlands historia.

## Britanner
I nuvarande England och Wales bodde sedan många århundraden f.Kr. olika britanniska folkstammar. Vid tiden för romarnas erövring av Britannien under Julius Caesar var området uppdelat i många små folkstammar som gemensamt kallas britanner, britoner eller britter (efter latinets britanni). 
Längs sydkusten bodde dumnonier, (lat. dumnonii) i nuvarande Cornwall, belgier, (lat. belgae), regnier, (lat. regni) och canter, (lat. cantii) i nuvarande Kent.
I mellersta nuvarande England bodde silurer, (lat. silures) i södra Wales, trinobanter, (lat. trinobantes) och icener, (lat. iceni) vid östkusten.
I norra delen av nuvarande England bodde ordoviker, (lat. ordovices) i norra Wales, cordovier, (lat. cordovii) och coritanier, (lat. coritani) samt främst briganter, (lat. brigantes) i nuvarande Northumberland.

## Pikter
I södra nuvarande Skottland på låglandet bodde ett folk som kallas pikter. Man vet faktiskt inte vilken folkgrupp som de tillhörde, eftersom ingen bevarad text finns efter dem, men de antas ha varit kelter. Namnet picti fick de av romarna för att de kroppsmålade eller tatuerade sig. Pikterna anföll ständigt de romerska befästningarna, ofta gemensamt med skoterna. Det gick så långt att romarna vid två tillfällen byggde två stora vallar från kust till kust i södra Skottland. Efter romarna lämnat Britannien så började pikterna krig mot skoterna. De besegrades så småningom, efter flera århundradens strider av skoterna.

## Gaeler
Keltisk folkstam med ursprung på ön Irland. Gaelerna kan indelas i tre undergrupper:
- Iriska gaeler –  stannade kvar på Irland.
- Skoter – ett folk som etablerade sig i nuvarande Skottland
- Manx – ett folk som etablerade sig på Isle of Man